# Breitscheidt
Breitscheidt là một xã thuộc huyện Altenkirchen, bang Rheinland-Pfalz, phía tây nước Đức. Xã Breitscheidt có diện tích 3,66 km², dân số thời điểm ngày 31 tháng 12 năm 2006 là 1014 người.